# Zwaluwstaartbijeneter
De zwaluwstaartbijeneter (Merops hirundineus) is een bijeneter die voorkomt in de savannes van Afrika. In het Zuid-Afirkaans heet de vogel Swaelstertbyvreter.

## Herkenning
De vogel is 23 cm lang en weegt 18 tot 29 gram. Deze bijeneter is groen van boven van kruin tot mantel, waarna het groen geleidelijk overgaat in blauw; ook de stuit is blauw. Door het oog loopt een brede donkere oogstreep, daaronder is de keel geel gekleurd, duidelijk begrensd door een lichtgroene borst en buik, waar het groen geleidelijk overgaat in blauw bij de onderbuik en onderstaartdekveren. De vleugelpennen zijn licht roodbruin met een donker uiteinde. De staart is gevorkt en bij volwassen vogels is die gevorkte uiteinde donkergrijs van kleur met regelmatige witte bandjes. Jonge vogels missen het geel op de keel en het donker op het staartuiteinde. Ondersoorten verschillen onderling in de intensiteit van het groen en blauw in het verenkleed.

## Verspreiding en leefgebied
Er zijn vier ondersoorten:
- M. h. chrysolaimus: van Senegal tot de Centraal Afrikaanse Republiek.
- M. h. heuglini: NO-Congo-Kinshasa, N-Oeganda, Z-Soedan en ZW-Ethiopië.
- M. h. furcatus: ZO-Congo-Kinshasa en Tanzania en verder zuidelijk tot Zimbabwe en Mozambique.
- M. h. hirundineus: van Angola naar Namibië, Botswana en het noorden van Zuid-Afrika.

Het leefgebied bestaat uit grote savannegebieden met verspreid boomgroepen of waterlopen waarlangs bomen staan. Het is een echte zwerfvogel die plotseling talrijk aanwezig kan zijn in gebieden die kort geleden zijn afgebrand, om daar op insecten te jagen.

## Status
De grootte van de populatie is niet gekwantificeerd. De vogel is wijd verspreid, maar niet overal even algemeen voorkomend. Men veronderstelt dat de soort in aantal stabiel is. Om deze redenen staat de zwaluwstaartbijeneter als niet bedreigd op de Rode Lijst van de IUCN.